# 北川佳穂
北川 佳穂（きたがわ かほ、1994年9月17日 - ）は、日本の女子バスケットボール選手である。静岡県出身。Wリーグの三菱電機コアラーズ所属。ポジションはG。

## 来歴
島田第一小学校でバスケを始め、常葉学園中学校・高等学校を経て、2013年、三菱電機に入社。

## 経歴
- 常葉学園高校 - 三菱電機（2013年〜）